# Delta Columbae
Delta Columbae (δ Col / HD 44762 / HR 2296) es una estrella en la constelación del Columba, la paloma.
Tiene magnitud aparente +3,85, siendo la tercera estrella más brillante en su constelación después de Phact (α Columbae) y Wazn (β Columbae).
Está situada a 234 años luz del sistema solar.
Delta Columbae es una gigante luminosa de tipo espectral G7II.
Con una temperatura superficial aproximada de 5120 K, brilla con una luminosidad 150 veces mayor que la luminosidad solar.
Su radio es 16 veces más grande que el radio solar y tiene una masa entre 3 y 3,2 masas solares.
Su edad se estima en 330 millones de años y en su interior tiene lugar la fusión nuclear de helio en carbono y oxígeno.
Muestra una metalicidad inferior a la solar, en torno a un 40 % de la misma.
Delta Columbae tiene una compañera estelar detectada mediante espectroscopia.
El período orbital de esta binaria es de 2,38 años.
La estrella acompañante tiene una masa de 0,9 masas solares, por lo que debe ser una enana amarilla de tipo G8 o G9.
La separación media con la gigante es de 2,9 UA, pero la notable excentricidad de la órbita hace que dicha separación varíe entre 0,9 y 4,9 UA.